# Ґарнкі
Ґарнкі (пол. Garnki) — село в Польщі, у гміні Карліно Білоґардського повіту Західнопоморського воєводства.
Населення — 91 особа (2011).
У 1975-1998 роках село належало до Кошалінського воєводства.

## Демографія
Демографічна структура станом на 31 березня 2011 року:
|          | Загалом | Допрацездатний вік | Працездатний вік | Постпрацездатний вік |
| -------- | ------- | ------------------ | ---------------- | -------------------- |
| Чоловіки | 50      | 19                 | 27               | 4                    |
| Жінки    | 41      | 13                 | 24               | 4                    |
| Разом    | 91      | 32                 | 51               | 8                    |